# Museu marítim de Barcelona
Il Museu Marítim de Barcelona è situato nell'edificio delle Drassanes Reials de Barcelona, uno spazio dedicato alla cantieristica navale tra il XIII e il XVIII secolo.

## Storia
Il 23 ottobre 1936 viene creato il Museu Marítim de Catalunya con decreto della Generalitat de Catalunya, a firma di Josep Tarradellas, Conseller Primer della Generalitat.
Alcuni anni prima, la Giunta del Patronato dell'Institut Nàutic de la Mediterrània aveva promosso la creazione di un museo marittimo e di una biblioteca navale, giacché la Scuola di Nautica di Barcellona, fondata nel 1769, disponeva di una collezione di modelli e di strumenti, raggruppati sotto il nome di Museu o Gabinet Naval. Questa collezione avrebbe rappresentato la base del museo che si voleva creare. Con la consegna dei cantieri navali alla città (in passato erano stati occupati da installazioni militari), questi divennero l'edificio destinato al museo.
A causa dei rischi derivanti dagli scontri provocati dalla guerra civile spagnola, viene presa la decisione di spostare i pezzi più importanti al Mas Figarola, a Seva. La guerra e il cambio di regime impediscono l'apertura al pubblico del museo fino al 18 gennaio 1941, giorno dell'apertura ufficiale del Museu Marítim de Barcelona.
Il 1º febbraio 1993, il Comune, la Diputació e l'Autoritat Portuària di Barcellona costituiscono il Consorci de les Drassanes de Barcelona.

## Edificio
Di stile gotico, la costruzione viene realizzata in due tappe: prima tra il 1283 e il 1328, poi tra il 1328 e il 1390. In seguito sono state realizzati ampliamenti e ristrutturazioni, pur mantenendo fondamentalmente intatta la struttura originale.
L'entrata è costituita da un portone con forma di arco a mezzo punto, sul quale appaiono un simbolo araldico della Diputació con la data di una ristrutturazione del XVII secolo e uno stemma attribuito a Pietro IV di Aragona, detto Pietro il Cerimonioso.
Di pianta rettangolare, ad ogni angolo aveva una torre. Delle quattro torri originarie, oggi ne restano due, coronate da merli catalani. L'interno è diviso in dieci navate gotiche formate da colonne alte sei metri. Da ciascuna di esse escono quattro archi, che formano il supporto del tetto a due acque. Le misure di alcune navate sono di 120 metri di lunghezza e di 13,5 metri di larghezza, mentre una delle navate è larga 4,82 metri. Nella parte posteriore vi sono tre navate dette "della Generalitat", situate trasversalmente alle altre e costruite a partire dal 1618.
Tra il 1957 e il 1966, l'architetto Adolf Florensa i Ferrer, incaricato dalla Diputació, porta avanti un restauro funzionale alle necessità del Museo marittimo.
Dal 1985 vengono apportati nuovi cambiamenti: dai 4000 metri quadrati del 1941, si passa ai 10000 dedicati alle esposizioni, 1500 ai servizi e 2200 ai giardini.

## Sale

### Sale di Jaume I, Roger de Llúria e Lluís de Requesens

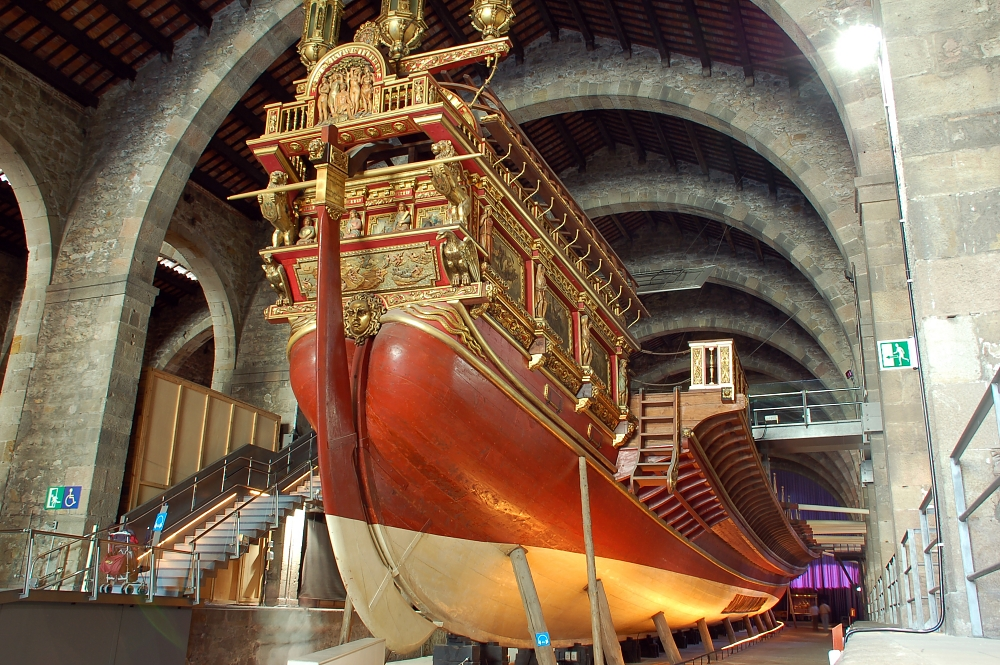
Riproduzione della galea reale di Don Giovanni d'Austria.

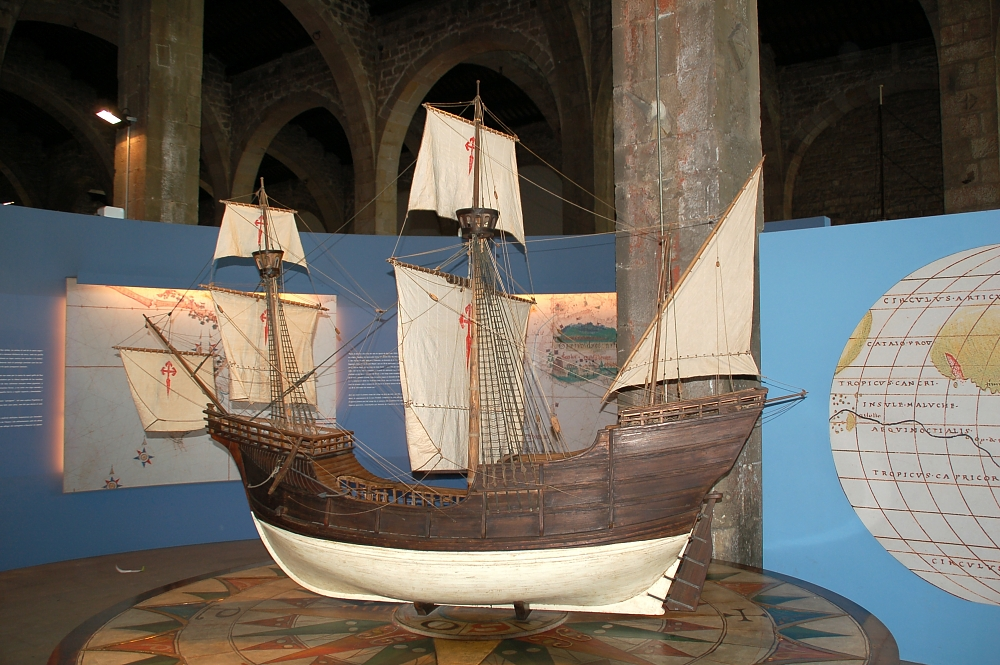
Riproduzione in scala 1:20 della Santa María nave principale di Cristoforo Colombo.

All'ingresso si trovano le prime navi e vengono mostrati reperti archeologici risalenti agli inizi dell'era cristiana, come anfore romane, ceppi d'ancora e macine, così come armi e pezzi d'artiglieria.
Nella sala intitolata a Roger de Llúria è esposta la riproduzione a grandezza naturale della galea reale di Don Giovanni d'Austria, nave ammiraglia durante la battaglia di Lepanto, costruita proprio nei cantieri navali che ospitano il museo. La costruzione della riproduzione inizia nel 1967, nel quarto centenario della Battaglia.
Alla fine della sala dedicata a Jaume I, si passa all'edificio del XIV secolo e alla parte alta della scala principale. Tra diversi oggetti decorativi si trovano diverse polene, tra le quali:
- El Ninot del XIX secolo, che rappresenta un ragazzo con un cappello con visiera;
- El Negre de la Riba, famoso per essere stato posto all'entrata di un negozio di oggetti navali al Moll de la Riba, dopo essere stato staccato dal veliero cui apparteneva;
- La Blanca Aurora, una scultura multicolore che si trovava a prua della Blanca Aurora, costruita nel 1848 a Lloret de Mar, e che rappresenta Maria Parés, figlia del capitano e armatore Silvestre Parés.

### Sala Capmany
La sala è intitolata allo storico, filologo e militare Antonio de Capmany y de Montpalau.
Formata da tre grandi navate, costruite con l'ampliamento del XVII secolo, è destinata alla navigazione a vela, con modelli di tutte le classi e abbondante documentazione navale. Vi è un modello del XVIII secolo di una nave con due ponti e cinquanta cannoni, oltre alla fregata Barcelona. Vi sono, inoltre acquerelli e dipinti ad olio di velieri e ritratti di armatori.

### Sala di Pietro il Cerimonioso

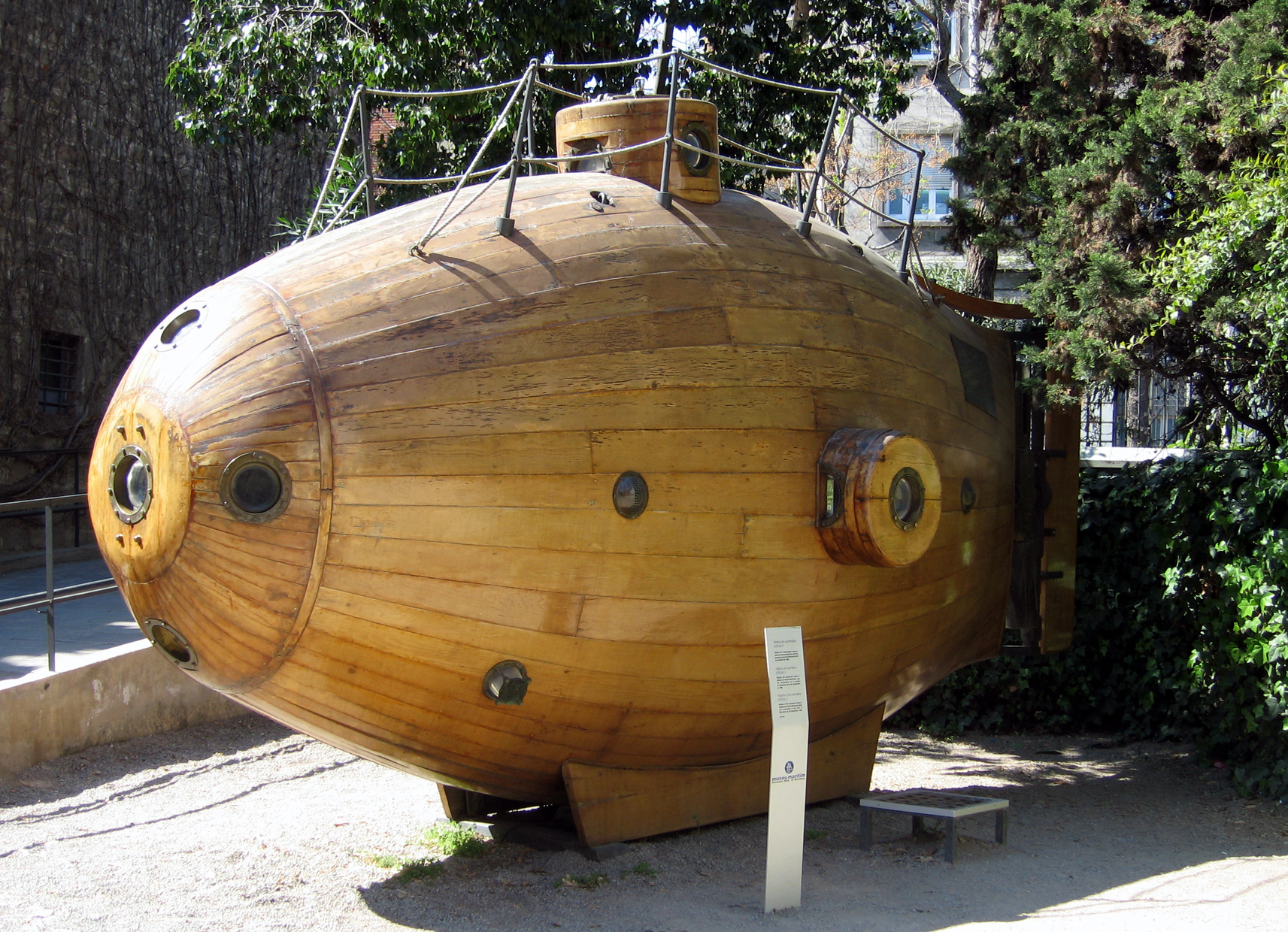
Replica dellIctíneo I davanti al Museu Marítim de Barcelona.

Utilizzo di un sestante

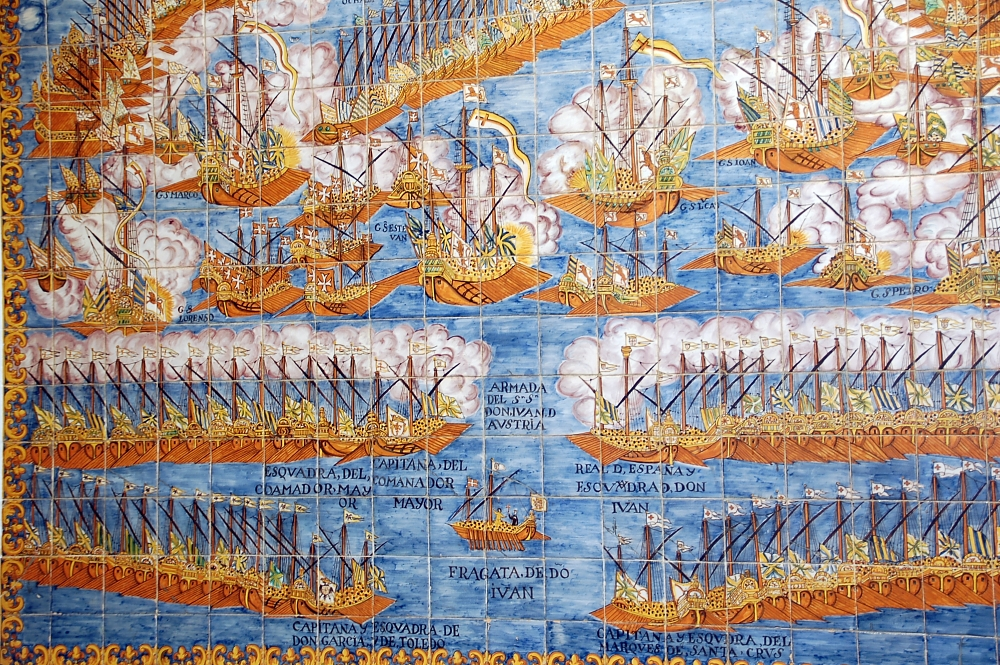
Mosaico che rappresenta la battaglia di Lepanto, conservato nella chiesa del Rosario di Valls, del XVII secolo, riproduzione dell'originale del ceramista Guivernau.

In questa sala si trova una scultura in pietra raffigurante Pietro IV di Aragona, detto il Cerimonioso, a cui è intitolata la sala, realizzata da Enric Monjo i Garriga nel 1955. La sala è dedicata a modelli che vanno dalle origini fino all'epoca dei velieri per la navigazione in alto mare. Vi si trova, ad esempio, una collezione di imbarcazioni filippine e navi d'altura dell'epoca del faraone Nebkhau.
Nelle vetrine si trovano modelli di vetro e figure di piombo, con uniformi della Marina, spille e ciondoli di tema marinaresco, oltre a navi in bottiglia. Vi è una monografia dedicata a Narcís Monturiol i Estarriol, con modelli dei suoi Ictíneos, progetti e memorie, così come un ritratto realizzato dallo scultore Frederic Marès i Deulovol e uno realizzato dal pittore Ramon Martí i Alsina. Vi sono, inoltre, documenti di Isaac Peral.
Infine, nella sala sono presenti collezioni di ceramica di origini catalane, valenciane, inglesi e olandesi, oltre a vetrine che mostrano strumenti navali come ottanti e sestanti, sonar meccanici, barometri, bussole e astrolabi.

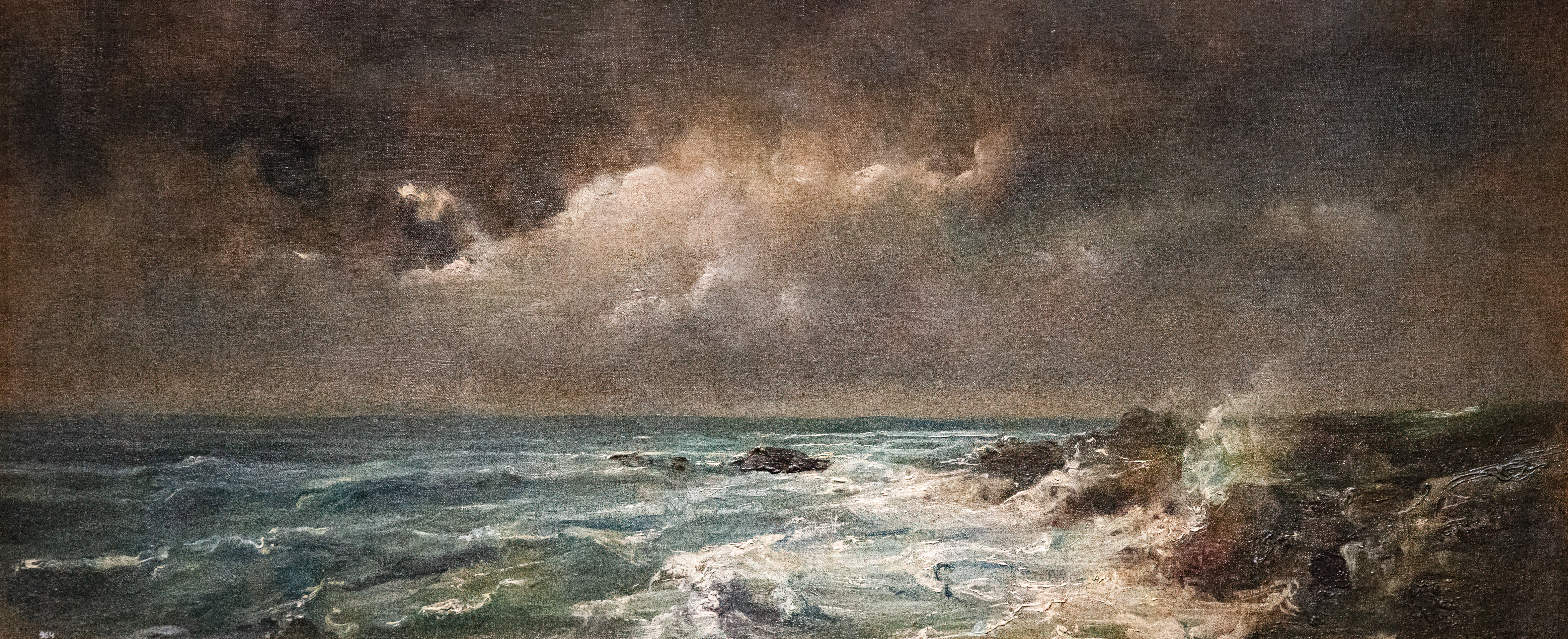
Marina -  Ramon Martí Alsina

### Sala Ramon Llull
La sala, dedicata al filosofo Raimondo Lullo, ospita principalmente lavori di cartografia nautica e strumenti nautici-astronomici. Vi sono portolani dei secoli XV, XVI e XVII. Il più antico è quello di Gabriel de Vallseca (Maiorca, 1439), una pergamena datata appartenuta ad Amerigo Vespucci, secondo quanto si legge su una nota, nella quale è riportato anche il prezzo: ottanta ducati d'oro

### Sala d'arte popolare
In questa sala si trovano dipinti popolari e soprattutto ex voto di antichi santuari marinari di tutto il litorale catalano.

### Sala Marquès de Comillas
Questa sala è intitolata al fondatore della Companyia Transatlàntica Espanyola Antonio López y López, Marchese di Comillas.
La sala è dedicata all'esposizione dell'epoca della propulsione meccanica, a partire dal motore a vapore. Vi si trovano numerosi modelli di navi di imprese navali, così come di navi da guerra.
Vi sono due diorami dello scenografo José Mestres Cabanes. Uno di essi rappresenta la Marina mercantile nel porto di Cadice, mentre l'altro rappresenta la Marina militare, in particolare una divisione dell'Armata spagnola davanti alle coste di Cartagena.